# Karpno (jezioro w Borach Tucholskich)
Karpno – przepływowe jezioro rynnowe w mezoregionie Bory Tucholskie, w powiecie kościerskim (województwo pomorskie), na północnym obszarze leśnym Borów Tucholskich.
Jezioro znajduje się na turystycznym  Szlaku Kamiennych Kręgów.
Powierzchnia całkowita: 37,82 ha